# Remídio José Bohn
Dom Remídio José Bohn (Feliz, 21 de maio de 1950 — Porto Alegre, 6 de janeiro de 2018) foi um bispo católico, bispo da Diocese de Cachoeira do Sul.

## Biografia
Fez seus estudos primários na escola paroquial no distrito de São Roque, em Feliz; o curso ginasial e colegial no Seminário São José, em Gravataí. Cursou filosofia no Seminário Maior Nossa Senhora da Conceição em Viamão e os estudos de teologia, na Pontifícia Universidade Católica do Rio Grande do Sul.
Em 1988, participou em Medellín, na Colômbia, do curso de especialização em Teologia Pastoral no ITEPAL, organizado pelo CELAM. Foi ordenado sacerdote em Feliz, no dia 29 de novembro de 1975.
De 1976 a 1977, foi assistente dos seminaristas no Seminário São João Maria Vianney, em Bom Princípio; de 1978 a 1980, foi professor no Seminário Menor São José, em Gravataí; em 1980 e 1981 foi Pároco na paróquia São Pedro de Poço das Antas; de 1982 a 1986, assistente dos seminaristas e depois reitor no Seminário Menor São João Maria Vianney, em Bom Princípio; de 1986 a 1992, diretor espiritual e assistente dos seminaristas  no Seminário Maior de Viamão; de 1987 a 1988; pároco da Paróquia Santo Antônio, em Canoas; de 1993 a 1995; pároco da Paróquia Nossa Senhora do Perpétuo Socorro, em Porto Alegre; de 1996 a 2006, pároco da Paróquia Nossa Senhora do Rosário em Porto Alegre. Foi coordenador de pastoral do Vicariato de Porto Alegre, de 2002 a 2004; atuou também como Penitenciário da Arquidiocese, assistente espiritual dos Diáconos Permanentes, diretor da Sociedade Fraterno Auxílio e representante dos presbíteros.
Foi nomeado Bispo Auxiliar de Porto Alegre, aos 18 de janeiro de 2006, pelo Papa Bento XVI, com o título de UCHI MAIUS.  Foi ordenado bispo na Catedral Metropolitana de Porto Alegre, aos 17 de março de 2006. Desde 18 de janeiro de 2006, atuou como vigário episcopal do Vicariato de Porto Alegre, até 2010.
No dia 20 de abril de 2011 foi empossado por Dom Dadeus Grings como vigário episcopal do Vicariato de Guaíba, na sede do vicariato, a Paróquia Nossa Senhora do Livramento. Uma das missões de Dom Remídio é preparar aquela porção da Arquidiocese de Porto Alegre para no futuro ser uma nova diocese.
Durante a 49ª Assembleia dos Bispos do Brasil em Aparecida do Norte, no dia 10 de maio de 2011, foi eleito secretário do Regional Sul-3 da CNBB.
No dia 28 de novembro de 2011 o papa Bento XVI o nomeou bispo da Diocese de Cachoeira do Sul. Tomou posse na Diocese de Cachoeira do Sul no dia 26 de fevereiro de 2012.
Morreu em 6 de janeiro de 2018, vítima de um tumor no pâncreas. Foi sepultado na Catedral de Cachoeira do Sul.